# 딜런 케이시
딜런 케이시(Dillon Casey, 1983년 10월 29일 ~ )는 미국의 배우이다.

## 출연 작품
- 온리 아이... (2015)
- 서약 (2012)
- 쓰리 인치 (2011)
- 크리쳐 (2011)
- 어 내니스 시크릿 (2009)
- 베일몬트 (2009)
- 비잉 에리카 (2008)
- 투 영 투 메리 (2007)

### 텔레비전
- 뱀파이어 다이어리 (2010)
- 니키타 (2011-13)